# Lycée Joss
Le lycée Joss de Douala est un des plus anciens établissements d'enseignement secondaire du Cameroun. Il s'étend sur 4,25 ha dans le quartier administratif du plateau Joss au sud de Bonanjo dans la commune d'arrondissement de Douala I.

## Histoire
Créé en 1951 le collège classique et moderne de Douala, devient lycée de Douala en 1954. Il s'installe sur son site actuel à l'emplacement du stade de football Jean  Michel en 1957. Il prend le nom du village et quartier Joss qui s'étendait sur une partie de Bonanjo et Bonandoubé dès le XVIIIe siècle. Les élèves et les professeurs du Lycée sont jusqu'en 1972 majoritairement européens. Issu du système éducatif français il était rattaché à l'Académie de Bordeaux en France, notamment pour la correction des copies du baccalauréat.

## Activités
Il compte 1650 élèves en premier cycle et 1350 élèves en second cycle en 2013, 7 divisions de la sixième à la terminale et 42 salles de classe. Il dispose d'une formation aux technologies de l'information (TI).

## Dirigeants
Il est dirigé par un proviseur européen de 1951 à 1972. Le premier directeur camerounais est Flavien Bihina Bandolo nommé en 1972.

## Personnalités liées au lycée
- Carole Épée, biologiste
- Cédric Noufélé, journaliste camerounais
- Michèle Ndoki, femme politique
- Aimé Patrice Ngom Priso, chef supérieur
- Philippe Simo, entrepreneur
- Marlyse Rose Tongo Douala Bell, femme politique
- Plateau Joss, quartier historique de Douala